# Masquerade Masquerade: The Skids Live
Masquerade Masquerade: The Skids Live är ett livealbum med punkbandet The Skids.

## Låtlista
- 1-16 spelades in den 21 oktober 1980 på Hammersmith Odeon i London.
- 17-22 spelades in den 16 juni 1979 på The Apollo i Glasgow.

1. Circus Games
2. Out of Town
3. Melancholy Soldiers
4. Animation
5. Dulce et Decorum Est (Pro Patria Mori) / Grey Parade
6. Of One Skin
7. Working for the Yankee Dollar
8. Hurry On Boys
9. A Woman in Winter
10. Charade
11. The Devils Decade
12. The Saints Are Coming
13. Happy to Be With You
14. Into the Valley / Sloop John B
15. Will Ye Go, Lassie Go
16. Masquerade
17. Scared to Dance
18. Charles
19. Sweet Suburbia
20. Night and Day
21. Reasons
22. TV Stars